# Dugongins
Els dugongins (Dugonginae) són una subfamília de sirenis que conté una única espècie vivent, el dugong (Dugong dugon) de les costes indo-pacífiques. Els fòssils més antics coneguts d'aquest clade daten del Rupelià (Oligocè inferior) de Carolina del Sud, i pertanyen a Crenatosiren.